# Steve Foster
Stephen "Steve" Brian Foster (født 24. september 1957 i Portsmouth, England) er en tidligere engelsk fodboldspiller, der spillede som midterforsvarer. Han var på klubplan tilknyttet Portsmouth, Brighton & Hove Albion, Aston Villa, Luton Town og Oxford United. Med Luton vandt han i 1988 Liga Cuppen.
Foster blev desuden noteret for tre kampe for Englands landshold. Han repræsenterede sit land ved VM i 1982 i Spanien.

## Titler
Football League Cup
- 1988 med Luton Town